# Scuola elementare Poledrelli
Die Scuola elementare Poledrelli  ist eine Elementarschule in der italienischen Stadt Ferrara in der Region Emilia-Romagna. Sie ist Mario Poledrelli gewidmet, der am 4. Juni 1917 in der Zehnten Isonzoschlacht fiel.

## Geschichte

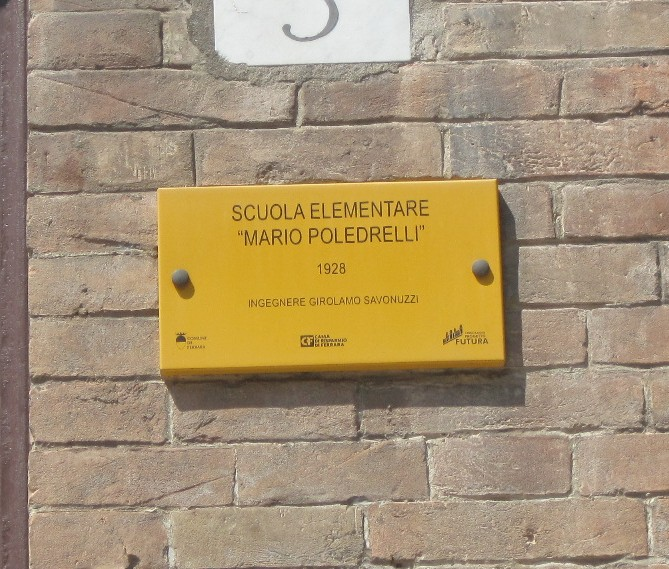
Gedenktafel für Girolamo Savonuzzi, an der Fassade des Gebäudes

Zusammen mit anderen Bauten in der Umgebung und in anderen Teilen der Stadt gehörte das Gebäude zu den städtebaulichen Maßnahmen, bekannt als Addizione Novecentista, die von der Stadtverwaltung unter der Leitung des faschistischen Podestà Renzo Ravenna in die Wege geleitet wurden. Mit den Maßnahmen sollte der Stadt ein modernes Erscheinungsbild gegeben und die Beschäftigung gefördert werden. Sie entsprachen den  Wünschen des aus Ferrara stammenden faschistischen Hierarchen Italo Balbo, der Stadt den alten Glanz der Este zurückzugeben. Dieses Vorhaben wurde auch von der Tageszeitung Corriere Padano unterstützt, die damals von Nello Quilici geleitet wurde. Der Bau der Schule wurde vor allem vom Bauamtsleiter der Stadt, Girolamo Savonuzzi gefördert, der aufgrund seiner anerkannten Fähigkeiten (und trotz seiner antifaschistischen Gesinnung) vom neu ernannten faschistischen Podestà von Ravenna in seinem Amt bestätigt wurde und das Gebäude entwarf.
Girolamo Savonuzzi, der Bruder von Carlo, mit dem er lange zusammengearbeitet hatte, wurde einige Jahre später, 1943, von Faschisten bei einer Vergeltungsaktion in der Nähe des Castello Estense ermordet.
Die Schule wurde für 720 Kindern geplant (60 Kinder pro Klasse). Das Gebäude ist Eigentum der Gemeinde und steht unter Denkmalschutz. Heute befinden sich in der Schule 10 Klassen mit 172 Kindern.

## Beschreibung
Die Verwendung von Terrakotta-Dekorationen, die vom 15. Jahrhundert inspirierten Fenster an der Fassade und das schlichte, klassische Gesims erinnern an die lokale Tradition mit neo-estensischen Elementen, auch wenn sie auf heterogene Weise kombiniert werden. Das architektonische Ensemble erinnert an die Arbeiten von Biagio Rossetti in seiner Addizione Erculea. Die typische Verwendung von Ziegeln aus Ferrara trug dazu bei, dass sich die Schule perfekt in das neue Stadtgefüge einfügte, das in den 1930er Jahren entstand.